# Skägget i brevlådan
Skägget i brevlådan var SVT:s julkalender 2008. Den svenska komikerduon Anders och Måns medverkar som skådespelare. Måns Nilsson har dessutom skrivit manus, tillsammans med Kalle Lind. Huvudrollsinnehavare är Måns Nilsson i rollen som den lätt neurotiske Klas och Anders Johansson i hjälterollen som Lage samt Sandra Huldt som den uppfinningsrika Renée. Serien har uppmärksammats för att ha samma rollfigurer i radiokalendern Klappkampen, men med ett annat äventyr.

## Handling
Intrigen börjar när Lage istället för att skicka sin önskelista till Tomten, skickar en inköpslista. Därför påbörjar de sin jakt på tomten, för att ställa det till rätta genom att ge honom den korrekta önskelistan. Samtidigt verkar en underjordisk organisation, bestående av kycklinghjärnor och ägghuvuden, också vara på jakt efter tomten, men deras avsikter verkar inte goda.

## Medverkande

### Huvudpersoner
- Anders Johansson – Lage
- Måns Nilsson – Klas
- Sandra Huldt – Renee

### Biroller (i alfabetisk ordning)
- Björn Andersson – Herr Stigsson
- Karin Bertling – Högsta Hönset
- Fredrik Dolk – Direktör Damén
- Henrik Dorsin – Ägghuvud
- Jan-Erik Emretsson – Tomtebedragaren Bertil
- Marie-Louise Freij – Nisse
- Johan Glans – Påskharen
- Stig Grybe – Tomten
- Helen Hall – Nisse
- Josefin Johansson – Tandfén
- Beatrice Järås Landgren – Polischefen
- Patrik Karlson – Ägghuvud
- Harald Leander – Gamle Herr Stigsson
- Anette Lindbäck – Kycklinghjärna
- Ola Norén – Polis
- Figge Norling – Berättarröst
- Elina du Rietz – Kycklinghjärna
- Jesper Rönndahl – Vakt vid leksaksaffär
- Keijo J. Salmela – Nisse
- Anja Schmidt – Nyhetsuppläsare
- Veronica Sinclair – Tomtemor
- Patrik Sjöström – Robot-Ralph
- Björn Åkesson – Tomtens bror

## Papperskalender

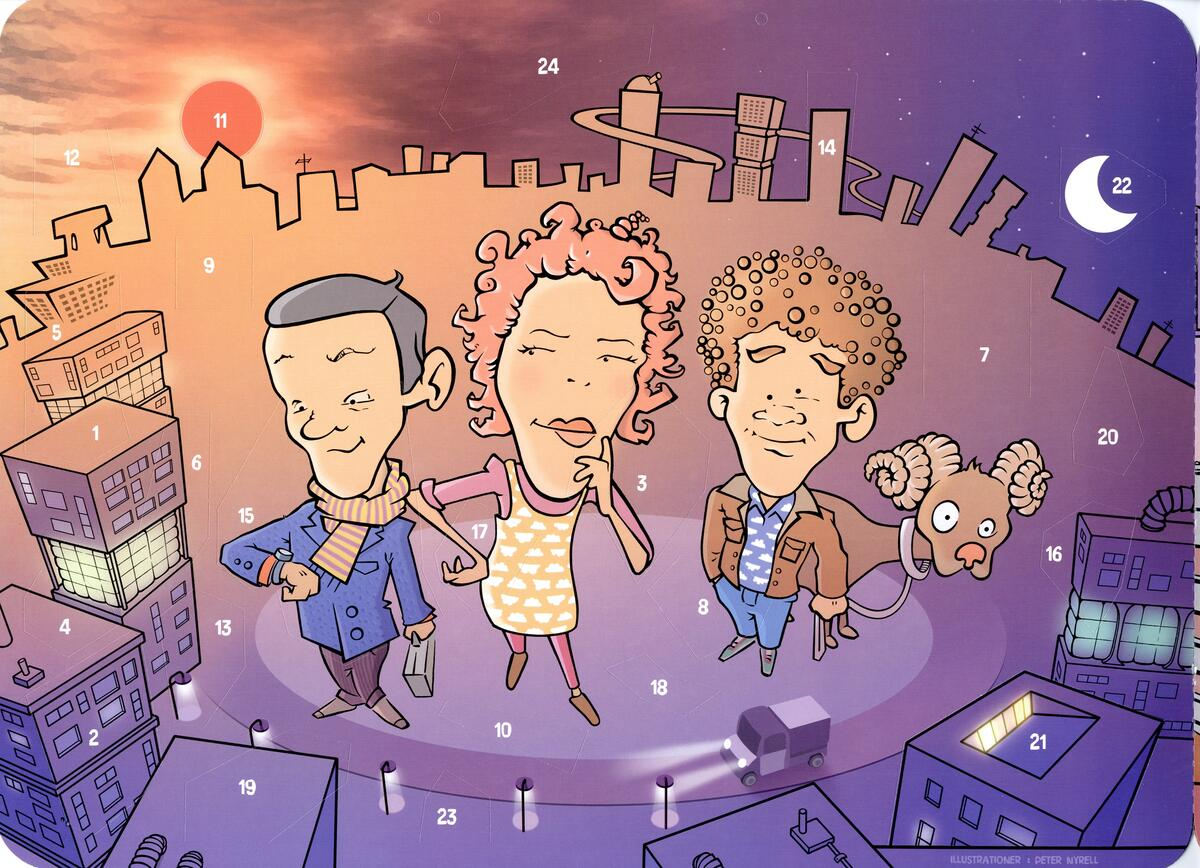
Papperskalendern

Årets papperskalender ritades av Peter Nyrell och föreställer de tre huvudrollerna Lage, Klas och Renee.

## Musik
I ledmotivet av Jean-Paul Wall spelar Nils Janson trumpet och Karin Hammar spelar trombon och sjunger.

## Utgivning
Julkalendern gavs ut på DVD 2009 som en del i serien "Världens bästa julkalendrar".

## Datorspel
I samband med julkalendern utkom också ett datorspel med samma namn baserat på serien och utvecklat av Pan Vision. Detta blev sista året som ett datorspel baserat på julkalendern släpptes ut på CD-rom skiva.

### Fotnoter
1. ↑  ”Jultradition”. Arkiverad från originalet den 25 april 2012. https://web.archive.org/web/20120425112719/http://www.jultradition.se/tv.htm. Läst 2 april 2011.
2. ↑  ”Svensk mediedatabas”. http://smdb.kb.se/catalog/id/002566894. Läst 5 april 2011.
3. ↑  ”Svenska serier som blivit datorspel”. Filmtopp.se. https://www.filmtopp.se/lista/svenska-serier-som-blivit-datorspel. Läst 18 juni 2022.
4. ↑  ”Skägget I Brevlådan (2008)”. MobyGames. https://www.mobygames.com/game/skgget-i-brevldan. Läst 18 juni 2022.